# 불릿 포 마이 밸런타인
불릿 포 마이 밸런타인(Bullet for My Valentine)은 1998년 브리젠드에서 결성된 웨일스 출신 밴드이다. 밴드는 매튜 턱 (리드 보컬, 리듬 기타), 마이클 페짓 (리드 기타, 백킹 보컬), 마이클 토마스 (드럼) 그리고 제이미 마티아스 (베이스 기타) 로 구성되어 있다. 이전 멤버로는 베이시스트였던 닉 크랜들과 제이슨 제임스가 있다. 밴드는 제프 킬드 존이라는 이름으로 최초에 결성하고 메탈리카와 너바나의 음악을 커버하면서 음악적인 행보를 시작하였다. 밴드는 그들의 음악이 메탈리카, 아이언 메이든 그리고 슬레이어와 같은 클래식 메탈에서 영향을 받았다고 밝히고 있다.
그들의 데뷔 앨범인 The Poison은 영국에서 2005년 10월 3일에 그리고 미국에서는 밴드의 이름에 맞게 발렌타인 데이에 맞춰서 2006년 2월 14일에 발매되었다. 앨범은 미국 빌보드 200 차트의 128위를 기록하였다. 두 번째 앨범 Scream Aim Fire는 2008년 1월 29일에 발매되었으며, 발매와 동시에 빌보드 200 차트에서 4위를 기록하였다. 세 번째 앨범 Fever는 2010년 4월 26일에 발매되었으며, 발매와 동시에 빌보드 200 차트 3위를 기록하였다. 2013년 2월 8일 밴드는 네 번째 스튜디오 앨범인 Temper Temper를 발매하였으며, 이는 빌보드 200차트 13위를 기록하였다. 밴드는 미국에서 백 만장 이상의 앨범을 판매하였으며 전세계적으로는 5백만장 이상이 판매되었다.

## 역사

### Jeff Killed John (1998-2005)
Jeff Killed John은 1998년에 Matthew Tuck, Michael "padge" Paget, Nick Crandle 그리고 Michael "Moose" Thomas가 Bridgend College에서 음악을 공부하던 중에 결성한, Bullet for My Valentine의 전신이 되는 밴드이다. 그들은 Nirvana와 Metallica의 노래들을 커버하면서 음악적인 행보를 시작하였다. 1999년에 밴드는 첫 번째 EP인, Better Off Alone을 발매하였다. 그들은 2002년에 두 개의 곡이 수록된 또 다른 EP인 You/Play with Me를 발매하였다. 당시 Jeff Killed John의 음악은 뉴 메탈로 Korn이나 Limp Bizkit 같은 밴드와 함께 분류되었다. 얼마 지나지 않아, 밴드는 또 다른 두 개의 곡이 수록된 EP인 Eye Spy를 발매하였다. 2003년에는 두 번째 EP인 Don't Walk away를 발매하였다. 밴드는 이 시기의 EP를 프로모션의 목적으로 여러 음반 회사에 보냈었는데, 반응은 썩 좋지 않았다. 당시에 뉴 메탈 장르가 침체기를 겪으면서 인기가 예전 같지 않았기 때문이다. 베이시스트였던 Crandle은 셀프 타이틀 앨범 녹음의 직전에 밴드를 탈퇴하였고 그를 대신하여 밴드는 Jason James를 영입하게 된다. 밴드는 이름을 Bullet for My Valentine으로 바꾸며 새로운 전략을 구상하게 된다. 밴드의 프론트맨인 턱의 말에 따르면 그들은 헤비 메탈 음악을 "하모니 기타와 천사 같은 합창"을 통해 연주하기로 하였다. 2003년 말 밴드는 다섯 곡으로 이루어진 EP, Poison을 발매하였고 이를 계기로 급부상하게 된다.

### The Poison(2005-07)

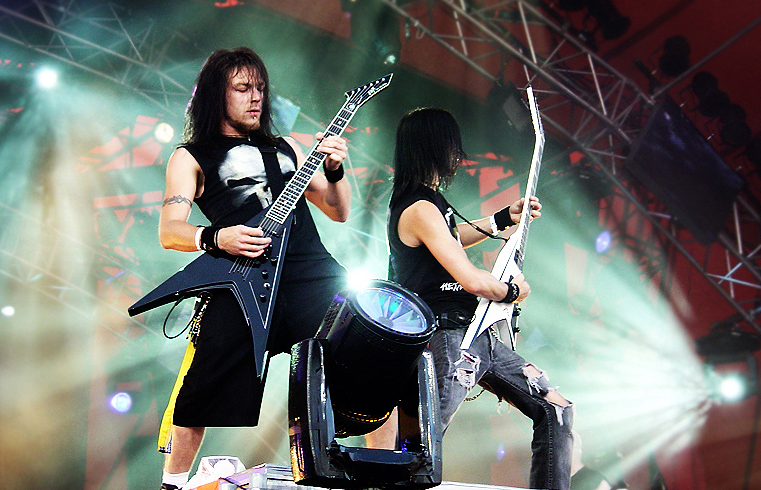
2006년, 덴마크에서 개최된 로스 킬레 페스티벌. Michael Paget(왼쪽)와 Matthew Tuck (오른쪽).

Bullet for My Valentine의 데뷔 앨범인, The Poison은 영국에서 2005년 10월 3일에 발매되였으며, 미국에서는 발렌타인 데이에 맞춰서 발매되었다.

### Scream Aim Fire(2007-08)
밴드는 2008년 1월 29일에 두 번째 스튜디오 앨범인 Scream Aim Fire를 발매하였다. 프론트맨인 Tuck은 "훨씬 빠른 템포이며 공격적인 앨범이다."고 코멘트 하였다.

### Fever(2009-2011)

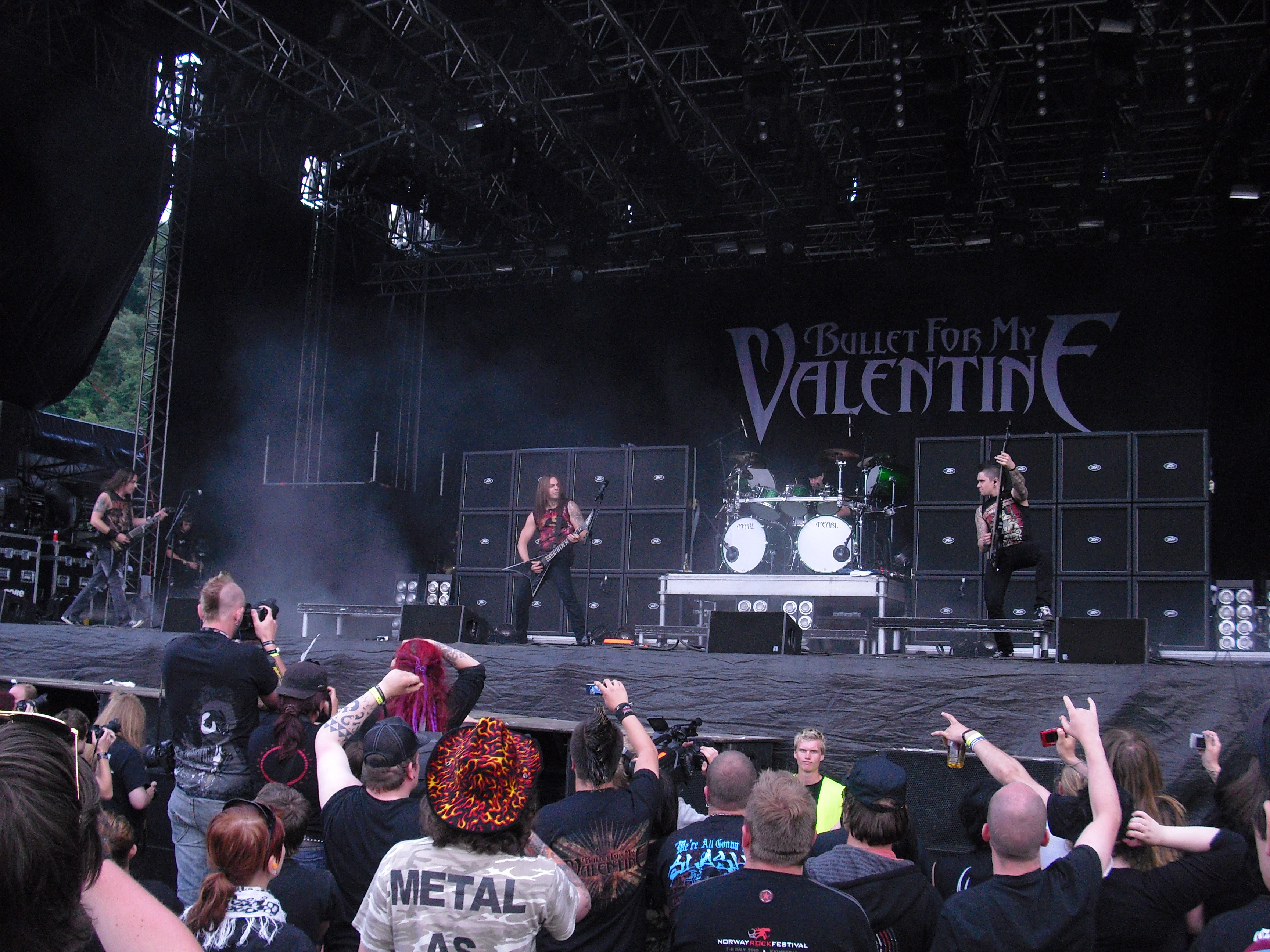
Bullet for My Valentine 라이브 공연에서 노르웨이 락 페스티벌 2010

밴드는 2010년 4월 27일에 Fever를 발매하였다.

### Temper Temper(2012-13)
2011년 1월 28일, Michael Paget은 밴드가 다섯 번째 스튜디오 앨범인 Fever를 준비 중에 있다고 밝혔다.

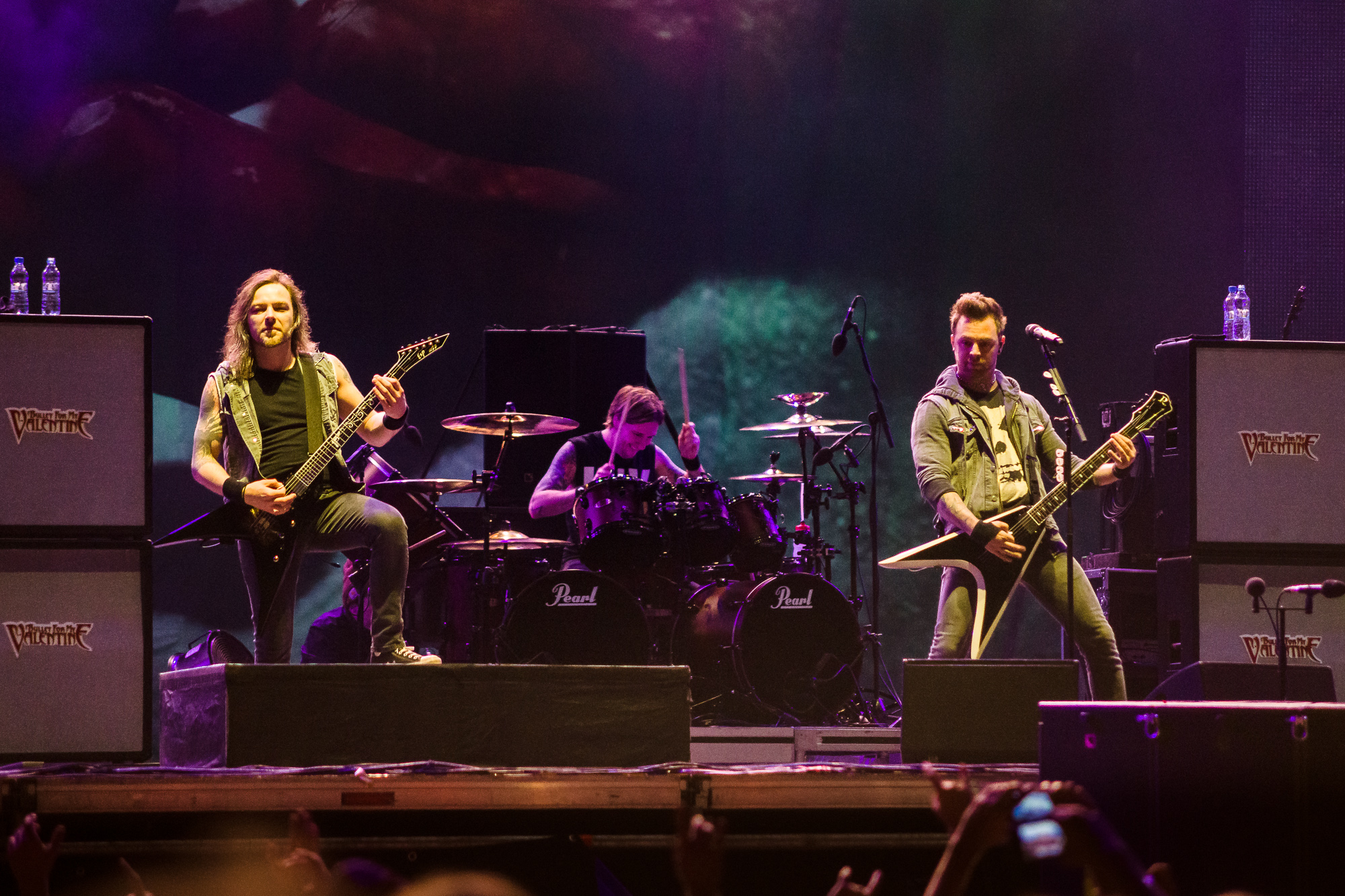
Bullet for my valentine에서 Ursynalia2013년 바르샤바 학생 축제,폴란드.

밴드는 2013년 2월 12일에 앨범 Temper Temper를 발매하였다.

### Venom 그리고 신보 계획(2013—현재)
2015년 2월 9일, 밴드는 베이시스트인 Jason James가 밴드를 떠나게 되었음을 알렸다.
2015년 5월 11일 밴드는 페이스북 페이지에 신곡인 "No Way Out"을 게시하였다. 밴드는 또한 신보의 제목이 Venom이 될 것이라고 밝혔으며, 새로운 베이시스트로 과거 메탈 밴드 Revoker에서 활동하였던 Jamie mathias를 영입하였음을 알렸다.
2015년 5월 18일, 밴드는 Venom의 발매일이 2015년 8월 14일이 될 것임을 알렸다.

## 음악적 스타일과 영향
Bullet for My Valentine의 음악 성향은 하드락, 스래쉬 메탈, 헤비메탈  그리고 메탈코어 밴드로 소개되고는 한다. 밴드는 그들의 앨범인 The Poison과 Fever에 대해서 "Super Dark" 톤을 갖고 있다고 묘사한다. Bullet for My Valentine의 멤버인 Matt Tuck은 "... 우리는 메탈의 영향을 받은 하드락 밴드이다. 이 이야기를 밴드 시작할 때부터 이야기했다."고 말한 바 있다. 밴드는 상업적인 이유 때문에 그들의 음악적인 성향이나 외향적인 부분에서의 변화를 시도할 생각이 전혀 없다고 밝힌 바가 있다. Matt Tuck은 "우리들의 헤어 스타일이 어떤지 보다는 우리의 음악이 어떻게 들리는지에 훨씬 흥미가 있다."고 말한적이 있다.

## 밴드 멤버
현재 멤버
- Matthew "Matt" Tuck – 리드 보컬, 리듬 기타 (1998–현재)
- Michael "Padge" Paget – 리드 기타, 백 보컬 (1998–현재)
- Michael "Moose" Thomas – 드럼, 퍼커션 (1998–현재)
- Jamie Mathias – 베이스 기타, 보컬 (2015–현재)

이전 멤버
- Nick Crandle – 베이스 기타 (1998–2003)
- Jason James – 베이스 기타, 보컬 (2003–2015)[18]

투어 멤버
- Jason Bowld – 드럼, 퍼커션 (2016–present)

## 디스코그래피
스튜디오 앨범
- The Poison (2005)
- Scream Aim Fire (2008)
- Fever (2010)
- Temper Temper (2013)
- Venom (2015)
- Gravity (2018)

## 수상
- Welsh Music Award
  - Best Newcomer (2004)[19]
- Metal Hammer Golden Gods Awards
  - Best British Band (2006, 2010)[20][21]
- Kerrang!Awards
  - Best Single for "Tears Don't Fall" (2006)[22]
  - Best British Newcomer (2005)[23]
  - Best British Band (2008, 2009, 2010)[24][25]
  - Headlined Kerrang!'s 25-year anniversary tour of the UK[26]
  - Best Live Band (2010)[27]